# Jan Amor Tarnowski (zm. 1514)
Jan Amor Tarnowski (ur. zapewne przed 1460, zm. między 18 maja a 16 października 1514) – syn Jana Amora (Iuniora), brat przyrodni Jana Amora, hetmana wielkiego koronnego. 

## Życiorys
Odziedziczył dobra tarnowskie po ojcu, Szczebrzeszyn — po matce Zygmuncie z Goraja i Szczebrzeszyna. Dworzanin królewski poświadczony w 1474. Został mianowany w 1494 stolnikiem dworu królewskiego, a w 1497 lub wcześniej kasztelanem bieckim. W tymże roku brał udział w wyprawie mołdawskiej, na której zginął jego drugi brat — Aleksander. W 1501 został wojewodą ruskim, a w 1507 — sandomierskim. 
Był sygnatariuszem unii piotrkowsko-mielnickiej 1501 roku. Sprzeciwiał się działaniom króla Aleksandra Jagiellończyka mającym ograniczyć rolę senatu. Podpisał konstytucję Nihil novi na sejmie w Radomiu w 1505 roku. Podpisał dyplom elekcji Zygmunta I Starego na króla Polski i wielkiego księcia litewskiego na sejmie w Piotrkowie 8 grudnia 1506 roku.
Po śmierci został pochowany w kolegiacie tarnowskiej.

## Wywód przodków
| 4. Jan Tarnowski                           |  |                               |  |  |                                         |
|                                            |  | 2. Jan Amor Iunior Tarnowski  |  |  |                                         |
| 5. Elżbieta ze Szternberga                 |  |                               |  |  |                                         |
|                                            |  |                               |  |  | 1. Jan Amor Tarnowski (przed 1460-1514) |
| 6. Prokop z Goraja Stojanic Szczebrzeszyna |  |                               |  |  |                                         |
|                                            |  | 3. Zygmunta ze Szczebrzeszyna |  |  |                                         |
| 7. ?                                       |  |                               |  |  |                                         |
|                                            |  |                               |  |  |                                         |